# Must There Be a Superman?
Must There Be a Superman? (em português:  Precisa Haver um Superman?, embora a versão de 2008 também seja referida como Um Superman é Necessário?) é uma história em quadrinhos originalmente publicada na 247ª edição da revista americana Superman, em 1972. Escrita por Elliot S. Maggin, com arte de Curt Swan e Murphy Anderson, apresenta Superman sendo confrontado por criaturas alienígenas conhecidas como "os Guardiões do Universo", que acusam-no de prejudicar o desenvolvimento natural da humanidade. A presença constante do herói, "interferindo" e proporcionando soluções para os problemas do planeta estaria impedindo a evolução da população, que se tornava dependente de sua ajuda.
Considerada uma das melhores histórias do personagem já publicadas, tendo inclusive sido incluída em mais de uma coletânea dedicada à história do personagem, Must There Be a Superman? é vista como uma obra representativa da "Era de Bronze" dos quadrinhos - denominação que compreende as histórias publicadas entre 1970 e 1986 - por sua temática madura e mais realista, apesar do cenário fantasioso. É a segunda história da carreira de Maggin, e a primeira de uma série que o autor produziria com o personagem nos anos seguintes, e é frequentemente citada por outros escritores como um dos melhores exemplos da possibilidade de incluir temas mais adultos em histórias em quadrinhos de super-herói. Pouco tempo antes, Maggin havia escrito What Can One Man Do?, uma história do Arqueiro Verde em que o personagem reflete sobre sua carreira como super-herói e cogita se candidatar à prefeitura de sua fictícia cidade. Tematicamente, a primeira história abordava algumas das questões políticas e filosóficas que viriam a ser abordadas na história de Superman em seguida.
O premiado escritor Grant Morrison, fã declarado do trabalho de Maggin com Superman, apontaria em uma entrevista realizada em 2008 que a história é "um marco no desenvolvimento do conceito do que é um super-herói", por apresentar questionamentos além do tradicionalmente esperado pelo meio, e tematicamente seria "um dos primeiros tijolos no caminho que levaria à [clássicos como] Watchmen, The Authority e The Ultimates" nas décadas seguintes. Maggin fora, antes de se tornar escritor, um fã do personagem e estudante de Direito e, para o historiador Timothy Callahan, esses antecedentes estão patentes em suas histórias, cuja exploração dos conceitos de moralidade e bondade influenciaram uma geração de outros fãs dos personagem que viriam a se tornar escritores, como Mark Waid, autor de obras como O Reino do Amanhã e Superman: Birthright. O próprio Maggin, apesar de continuar escrevendo histórias em quadrinhos, viria a se tornar posteriormente professor e político.
A concepção de Must There Be a Superman? se tornou, a partir da década de 1990, algo tão comentando quanto a própria história: Maggin tornou público, em texto produzido para a versão encadernada das quatro edições de O Reino do Amanhã, as alegações do escritor Jeph Loeb, que afirmava ter sido o autor da ideia original. Loeb e Maggin se tornaram amigos durante a adolescência do primeiro, que durante evento familiar no qual Maggin era convidado da família de Loeb, teria comentado sobre sua ideia de história envolvendo Superman e os Guardiões do Universo. Posteriormente, Loeb afirmaria ter sido não apenas o autor da ideia que deu origem à história, mas do roteiro original, que teria sido enviado à Maggin após o dito evento familiar. Embora Maggin não se recorde da ocorrência desses eventos, em mais de uma oportunidade creditou a Loeb a autoria da ideia.

## Antecedentes e contexto
O historiador e produtor cinematográfico Michael Uslan conseguiu determinar a origem dos termos "Era de Ouro" e "Era de Prata": uma carta publicada na 42ª edição da revista Justice League of America, publicada em dezembro de 1965. Scott Taylor, um leitor de Westport, Connecticut, escreveu para a revista: "Se vocês continuarem trazendo de volta os heróis da Era de Ouro [das décadas de 1930 e 1940], as pessoas daqui vinte anos vão chamar esse período de Silver Sixties!". Uslan acreditava que a hierarquia natural entre ouro, prata e bronze foi determinante para que a nova denominação se tornasse imediatamente popular, e surgisse como uma substituição à quaisquer outras denominações até então utilizadas, passando a ser adotada inclusive por lojistas, que dividiriam as revistas entre as lançadas "na Era de Ouro" e as lançadas "na Era de Prata".
É comumente aceito que a "Era de Prata" das histórias em quadrinhos americanas foi sucedida pela "Era de Bronze". O marco de transição entre um período e o outro, entretanto, não é claro, e existem diversas possibilidades tanto para o término de uma quanto para o início da outra. O pesquisador Arnold T. Blumberg acredita que a transição entre os dois períodos foi gradual, se estendendo desde o final da década de 1960 até 1973, quando foi publicada pela Marvel Comics a história The Night Gwen Stacy Died - o ápice de um ideal que vários profissionais vinham defendendo naquele período de transição: abordar temas mais maduros, ainda que estes estivessem sendo "filtrados" pela "lente simplista dos super-heróis". Nessa transição, um evento da história de Superman é citado como um possível marco para o início da "Era de Bronze": a aposentadoria de Mort Weisinger. Weisinger fora o editor das revistas do personagem por anos, durante a "Era de Prata" e seria eventualmente substituído por Julius Schwartz. Para Levi Trindade, "a Era de Bronze manteve muitas das convenções comumente associadas à Era de Prata, com super-heróis trajando uniformes extremamente coloridos (...) porém, roteiros contendo elementos mais sombrios e narrativas maduras (...) começaram a surgir", e Must There Be a Superman? seria um exemplo desse amadurecimento.

## Produção e publicação

### Julius Schwartz e início da "Era de Bronze"

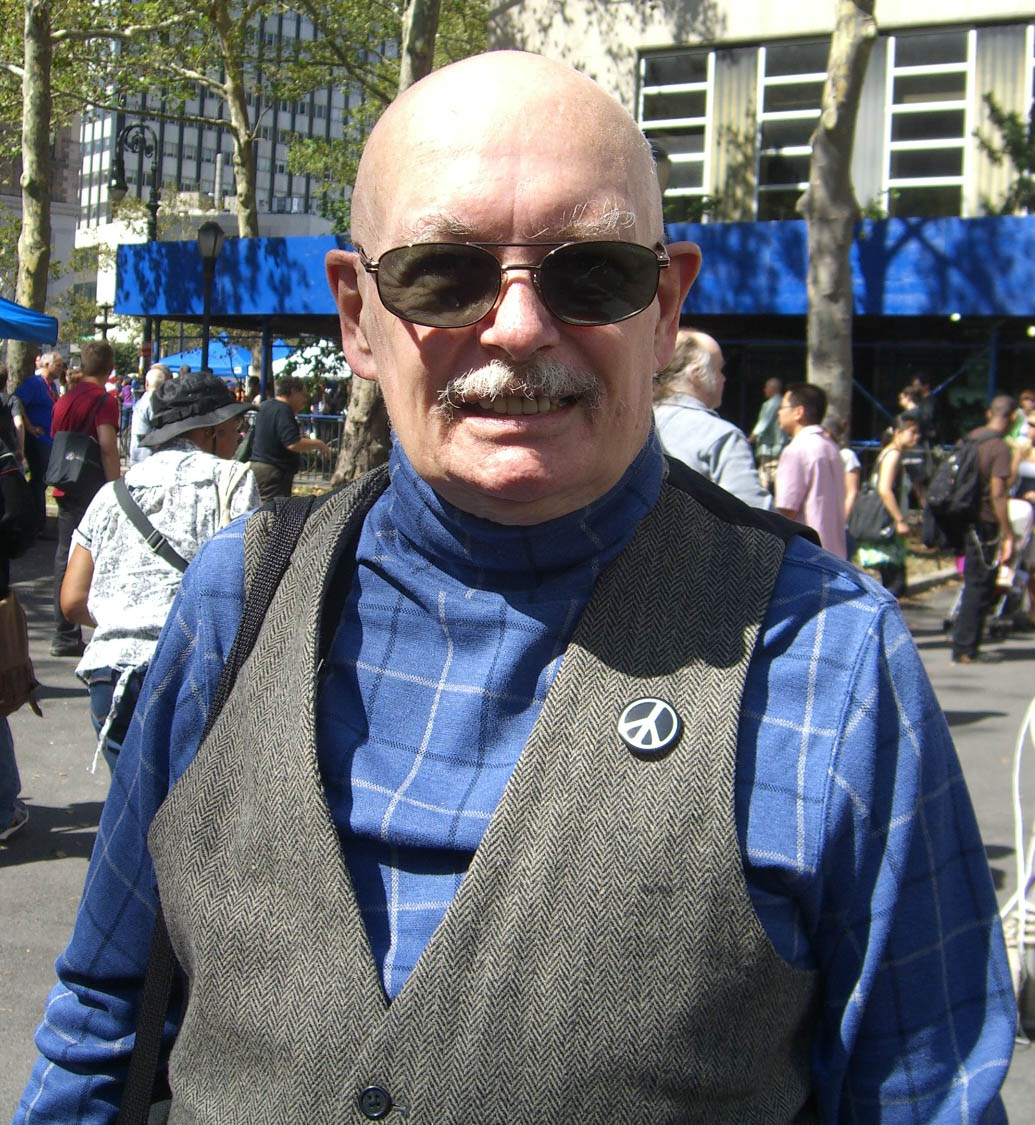
O escritor Denny O'Neil foi um dos primeiros a buscar escrever histórias mais maduras com Superman, no início da década de 1970. Maggin seria um dos seus sucessores.

Alguns historiadores entendem que a Era de Prata terminou em abril de 1970, mês em que Schwartz - o homem responsável por iniciar o período com a reformulação do herói Flash em Showcase #4 - abandonou o cargo de editor da revista Green Lantern, protagonizada por um dos heróis que ele havia ajudado a reinventar, em favor de Denny O'Neil e Neal Adams. Na coluna "Scott's Classic Comics Corner", um dos jornalistas do site americano "Comic Book Resources" apontaria diversas possibilidades para a sucessão e, embora uma das mais aceitas fosse a publicação de Green Lantern/Green Arrow #76, a primeira história de O'Neil e Adams, houve outros eventos significativos naquele período, incluindo a aposentadoria de Weisinger, evento que poderia ser entendido como o ponto de transição entre a "Era de Prata" e a "Era de Bronze".
Com a aposentadoria de Weisinger, diferentes editores assumiriam cada uma das revistas de Superman então publicadas. Ao passo que Schwartz assumiu o comando de Superman, Murray Boltinoff se tornaria o editor de Action Comics. À época, o grupo editoral do personagem compreendia ainda outras cinco revistas em publicação: Adventure Comics, Superboy, Lois Lane, Jimmy Olsen e World's Finest. Inicialmente, Schwartz acumularia o cargo de editor de Superman com o de World's Finest, revista onde eram publicadas as histórias de Superman em parceria com Batman; Boltinoff por sua vez acumularia Superboy, com as histórias do jovem Superman, e Jimmy Olsen, com as histórias do personagem homônimo com Action Comics; Mike Sekowsky se tornaria o editor de Adventure Comics, onde eram publicadas as histórias de Supergirl; e o editor de Lois Lane a partir de 1970 seria E. Nelson Bridwell.
Schwartz inicialmente teria recusado o convite para trabalhar como editor de Superman, por acreditar que não havia como contribuir significativamente para a história do personagem, que já havia se estabilizado criativamente. O publisher da editora, Carmine Infantino, o incentivou a identificar os pontos em que o personagem havia "estagnado" e mudá-los, e Schwartz apontou sua vontade de alterar desde o visual do personagem, fazendo com que os futuros desenhistas incluíssem roupas diferentes do paletó usualmente utilizado por Clark Kent, até características significativas, como a própria profissão de Kent, que Schwartz acreditava deveria um ser telejornalista.
Após a editora ter autorizado as mudanças, Schwartz começou a trabalhar na reformulação que pretendia executar, reunindo aqueles que acreditava ser os melhores profissionais do mercado: o renomado O'Neil seria o roteirista, Neal Adams seria o artista responsável pelas capas da revista e Murphy Anderson trabalharia como arte-finalista dos desenhos de Curt Swan, que continuaria como o artista principal da revista.
Embora agissem separadamente, todos os editores possuíam um objetivo comum: tornar as revistas menos fantasiosas, produzindo histórias mais "realistas" e em sintonia com a época. Boltinoff trabalharia com Leo Dorfman e Cary Bates em Action Comics e nem sempre havia muito respeito às mudanças então implementadas em Superman - Bates continuaria utilizando em suas histórias um dos elementos fantasiosos que Schwartz explicitamente queria se livrar: os "super-robôs" da Fortaleza da Solidão. A necessidade de produzidas histórias cujas tramas fossem "modernas" nem sempre era bem-sucedida: em outra edição da revista, Superman chegou a enfrentar "os perigos do rock n' roll", que um vilão musical utilizava para transformar os jovens em criminosos. Uma história significativa do período se deu em Lois Lane #106, logo no início da reformulação em 1970: por um dia a personagem se transformava numa afro-americana.
Cerca de um ano após ter tomado à frente dos roteiros de Superman, e insatisfeito com o que via como sua "incapacidade de fazer jus" ao personagem em seus roteiros, Denny O'Neil decidiria se desligar da revista. Schwartz, então, começaria a trabalhar com alguns escritores que, embora menos experientes, não foram menos inventivos. Dentre os sucessores do popular escritor estão Bates, Martin Pasko e Elliot S! Maggin.

### Ideia original e roteiro
Maggin tinha cerca de 20 anos e era um estudante na Universidade Brandeis quando em um jantar organizado pelo vice-presidente da instituição, conheceu Jeph Loeb, então um adolescente. Maggin e Loeb narram a concepção de Must There Be a Superman? de forma diferente. Maggin afirma que durante o jantar, descobrindo o interesse compartilhado por quadrinhos, os dois começaram a discutir sobre histórias de super-herói, e Loeb teria tido a ideia de "de que o Superman, em seu empenho em preservar a vida e amenizar a jornada da espécie humana, pudesse estar impedindo os bons e velhos seres humanos de progredirem por conta própria", algo que o próprio Maggin não recorda. Maggin declararia que o jantar aconteceu após ter vendido o roteiro de sua primeira história para a DC Comics - What Can One Man Do?, protagonizada pelo Arqueiro Verde - e antes de uma reunião com o editor Julius Schwartz sobre a possibilidade de escrever uma história envolvendo Superman.
Na reunião, dias depois, Maggin expôs várias ideias para Schwartz, durante horas, e uma delas chamaria a atenção do editor o suficiente para ser desenvolvida. Em 1972, a sua primeira história com o personagem seria publicada, e Maggin continuaria escrevendo outras histórias por mais quinze anos, abandonando a faculdade de Direito três anos antes de sua conclusão, e em 1991, trabalharia ao lado de Loeb, já seu amigo íntimo, durante uma minissérie, oportunidade em que Loeb lhe diria ser o autor da ideia que gerara Must There Be a Superman? anos antes.
Loeb, entretanto, narraria os eventos de forma levemente diferente: O jantar teria ocorrido após a publicação de What Can One Man Do?, e o padrasto de Loeb teria convidado Maggin para jantar com a família por causa do interesse de Loeb em histórias em quadrinhos. Maggin teria inclusive levado um exemplar da história, autografado pelo desenhista Neal Adams, um dos ídolos de Loeb. Num outro jantar, a mãe de Loeb teria comentado sobre como achava que "a vida privada de Clark Kent" seria mais interessante que o próprio Superman. E, posteriormente, Loeb teria enviado uma carta para Maggin, com um roteiro pronto, intitulado Why Must There Be a Superman?, em que o herói se questionava acerca do impacto que suas ações teriam sobre a humanidade após ser confrontado pelos Guardiões do Universo. A história de Loeb possuía um final que era um plágio de outra história em quadrinho, Spider-Man #100, e Maggin teria escrito uma carta em resposta à Loeb, comentando a história. Posteriormente, em Superman #247, seria publicada a história Must There Be a Superman? e a primeira parte da série de histórias curtas The Private Life of Clark Kent, dedicadas exclusivamente a Clark Kent.
Tanto a primeira história creditada a Maggin na DC Comics, What Can One Man Do?, quanto a segunda, Must There Be a Superman?, foram publicadas com considerável proximidade: Green Lantern #87 e Superman #247 possuem em suas capas a indicação "janeiro de 1972", mas a primeira, contendo What Can One Man Do?, foi publicada no final de 1971, e Superman #247, cerca de um mês depois. A primeira fora concebida pelo menos um ano antes, de acordo com um relato do autor. Em seu primeiro ano na faculdade, Maggin se inscreveu num curso de história americana, que fora parcialmente ministrado por um estudante de pós-graduação, que ao abordar os meios de comunicação em massa, passou um trabalho para os alunos, na qual deveriam desenvolver ensaios sobre o assunto.

Green Lantern #87, então intitulada Green Lantern/Green Arrow trouxe em seu interior a primeira história em quadrinhos roteirizada por Maggin - What Can One Man Do?, protagonizada pelo Arqueiro Verde.

Maggin escolheu abordar as histórias em quadrinhos, mostrando sua "utilidade como ferramente ideológica". Em sua pesquisa, constatara que os quadrinhos eram utilizados de forma eficaz nos países da América do Sul como ferramente política, tanto governista quanto anti-governista, o que o fez refletir sobre a ineficiência dos quadrinhos dos Estados Unidos nesse ponto, em comparação com os países sul-americanos, que teriam taxas de alfabetização inferiores. Tomando o personagem Arqueiro Verde como um exemplo de super-herói "mais politicamente consciente", o utilizou como veículo para expressar sua própria filosofia política. O professor avaliaria o trabalho com um "B+", e buscando provar que merecia um "A" por seu esforço, Maggin encaminharia o trabalho para a DC Comics, que meses depois acabaria comprando o roteiro para ser publicado.
O autor afirmaria em uma oportunidade que o roteiro de Must There Be a Superman? começou a ser escrito após a reunião com Schwartz, que teria ocorrido antes da publicação de What Can One Man Do?, e lhe tomou um mês inteiro de reflexão para ser definitivamente elaborado. A ideia apresentada na reunião havia impressionado não só Schwartz, mas também o escritor Denny O'Neil, a quem o editor havia convidado para ouvir durante a discussão. Escrever o roteiro e tornar concreta a ideia fez Maggin questionar vários aspectos de Superman, e essa postura reflexiva o acompanharia por mais de uma década, em que continuar como roteirista do personagem.
O historiador Timothy Callahan apontaria, em texto de 2008 publicado no "Comic Book Resources", que as alegações de Loeb viriam a se tornar mais famosas do que a própria história: "A concepção da história se tornou mais famosa do que seu conteúdo entre os círculos [de profissionais] de histórias em quadrinhos. De acordo com Jeph Loeb, o conceito foi sua ideia, quando adolescente, durante um jantar com seus pais e Elliot Maggin. Maggin era amigo da família, e o jovem Loeb lançou uma ideia envolvendo os Guardiões e o papel de Superman na Terra. Maggin admite que a história pode ter vindo de uma sugestão de Loeb, e voluntariamente o credita, ainda que não se recorde do que exatamente teria sido dito durante o jantar. Mas, ainda que a fagulha da história tenha vindo de Loeb, ela é uma obra de Maggin em tudo".
Callahan acredita que Must There Be a Superman? possui uma temática bastante similar a What Can One Man Do?, ainda que tenha um enredo consideravelmente mais fantástico: "What Can One Man Do? não foi apenas a história que lançou a prolífica carreira de Maggin (...), mas também um modelo temático de muito do que ele faria a seguir. Ele nunca repetiu o enredo - nenhum outro personagem seu pensaria em desistir de ser super-herói para se tornar político - mas continuou revisitando a questão do que poderia uma única pessoa fazer, para afetar, mudar, e, no caso de Superman, o que uma única pessoa poderia fazer que, involuntariamente restringiria mudanças positivas". Na história, como ocorrera com o Arqueiro Verde, Superman questiona suas ações, e chega à conclusão mais abnegada, que representaria um bem para a humanidade, e não para si.
Sobre a participação de Loeb na concepção da história, Maggin declararia em outra oportunidade, em 1997, ao ser convidado para escrever o prefácio da versão encadernada da aclamada minissérie em quadrinhos O Reino do Amanhã, declarada influenciada por Must There Be a Superman?: "(...) não tinha ideia de onde a ideia viera. Pelo menos naquele momento [em que a expus para Schwartz]. Afinal, quem sabe de onde vêm as ideias? Eu não lembrava - e na verdade, ainda não lembro, mas acredito em Jeph [Loeb] - até Jeph me relembrar sua contribuição, anos depois. Uns vinte anos depois. Não acredito, mas Jeph nunca se incomodou com meu inconveniente descuido e, de fato, sempre foi meu amigo. (...) Posteriormente, fui o editor da primeira série de quadrinhos de Jeph: uma obra-prima em oito partes, com Tim Sale, chamada Desafiadores do Desconhecido. Hoje ele escreve roteiros para Hollywood, assim como para a DC e a Marvel; está feliz, continua meu amigo e está tudo esclarecido".

## Enredo
Este é um conto de poder... de grandiosidade... do poderoso Superman.

Você se posta tão orgulhoso, Superman... Da sua força e do seu poder... Com um orgulho que abriu caminho até a alma de todo homem que se colocou acima de outros homens!
Mas, como todos os homens de poder, você eventualmente deve questionar a si mesmo e ao seu uso desse poder... e perguntar...
Precisa haver um Superman? 

No espaço, Superman vai ao encontro de um casulo cheio de esporos que navega pela galáxia. Avisado pelos Guardiões do Universo a respeito do artefato, o herói está consciente de que, se o casulo entrar em contato com uma atmosfera favorável e seus esporos crescerem, o equilíbrio natural da galáxia seria perturbado. Forçando a colisão de uma série de meteoros, Superman cria um pequeno planetóide, capaz de prender os esporos. Mas, por caus da radiação de uma estrela vermelha próxima, o herói perde a sua super-força, e acaba desmaiando, e é resgatado por Katma Tui, da Tropa dos Lanternas Verdes, que o leva até os cuidados dos Guardiões.
Os Guardiões submetam Superman à um processo de restauração, mas aproveitam a oportunidade para implantar em seu subsconsciente "a noção de que sua influência na Terra está interferindo com o desenvolvimento humano". O herói começa a se incomodar com a possibilidade de estar contendo o crescimento social do planeta, e, ao retornar à Terra, pousa sobre a Califórnia, onde observa um fazendeiro estapear um funcionário que se recusava a trabalhar. Ao apartar o confronto, Superman é contextualizado acerca da situação: os funcionários haviam iniciado uma greve, mas quando o patrão, "Harley", havia ameaçado todos de demissão, apenas um funcionário não retornou ao trabalho. A presença fez com que os outros trabalhadores deixassem de lado sua covardia e proferissem ameaças contra o patrão, incentivando Superman a prendê-lo.

Fazendo uso de uma composição similar à iconografia bíblica, Swan retratou o encontro entre Superman e os trabalhadores mexicanos num quadro emblemático.

Superman conversa com o único rapaz que permaneceu em greve, "Manuel", que lhe conta sua história de vida e apresenta a vila onde mora, ao lado de outros trabalhadores da fazenda. Ao avistarem o herói, os habitantes da vila formam "uma multidão de veneradores", agradecendo pela sua presença e pedindo-lhe que resolvesse todos os seu problemas - não apenas os conflitos trabalhistas com Harley, mas inclusive reparos no telhado de uma das casas. Superman se recusa a ajudar, declarando: "Qualquer coisa que alegam precisar deve vir de vocês mesmos".
Durante seu alerta à comunidade, Superman percebe uma revoada de pássaros - um sinal de que um terremoto se aproximava. Segundos depois, a vila é inteiramente destruída. Incapaz de deter os tremores, ele decidi utilizar seus super-poderes para pelo menos enfraquecê-los. Percebendo que a vila fica perto da Falha de San Andreas, Superman busca o ponto de ruptura do terremoto, e busca aliviar a tensão entre as rochas atacando a superfício das paredes da fenda aberta, e preenchendo-a com terra. Os tremores cessam, e Superman se vê incapaz de dizer aos habitantes da vila que deveriam ser autossuficientes. Impelido a reconstruir as casas destruídas, Superman reforma toda a vila. Observado pelos Guardiões do Universo, Superman retoma seu discurso antes de se despedir e retornar à Metrópolis:
Vamos deixar uma coisa bem clara! Sim, eu reconstruí suas casas, mas foi porque um terremoto é algo com o qual vocês não podem lidar... Algo contra o qual não podem se defender... Mas não devem contar com um super-herói para consertar suas vidas toda vez que tiverem uma crise... ou um desastre... Vocês não precisam de um Superman! O que realmente precisam é da super-vontade de serem guardiões do seu próprio destino! —  Superman (tradução e grifos conforme versão em português, São Paulo: Panini Comics, 2008)

## Repercussão e legado
O próprio Maggin considera Must There Be a Superman?, de certa forma, a "epítome", de toda a sua obra com o personagem. Tendo declarado, sobre a história e as consequências do longo processo criativo para terminá-la: "Para a história, eu articulei para mim mesmo uma série de questões que eu continuei tentando responder na série [de outras histórias de] Superman [produzidas após Must There Be a Superman?]: Qual era a reação de Supermans às acusações [de que prejudicava o desenvolvimento da humanidade]? Qual era a sua relação com a humanidade? Qual era a sua relação com as autoridades do resto do universo, como os Guardiões, e, por extensão, com aqueles [seres alienígenas] que poderiam ser considerados deidades? Quais eram os limites da responsabilidades de Superman? Quais eram as diferenças entre o limite prático dessas responsabilidades e a forma como ele via suas responsabilidades? Qual o papel que sua herança, tanto terráquea quanto estelar, tinha em suas ações? E que efeitos suas ações tinham à longo prazo? E assim por diante, [segui fazendo novas perguntas]. Fiquei refletindo sobre essas perguntas durante todo o tempo em que escrevi". Maggin continuaria trabalhando os temas introduzidos na sua primeira história, e seu trabalho com o personagem se tornaria uma influência para diversos escritores que o sucederiam nas décadas seguintes, como Grant Morrison, Mark Waid e Jeph Loeb.
Sobre a importância de Maggin, o historiador Timothy Callahan escreveria que uma "auto-avaliação era algo raro em [uma história de] Superman na época, e ainda é raro". Até então, uma das principais características do personagem era uma excessiva autoconfiança, mas durante a história esse traço de sua personalidade é contestado. A autoconfiança de Superman o estaria impedindo de perceber que ao decidir o que era certo e errado, estava deixando de agir como super-herói, e, num momento, ele chega a se questionar sobre as tendências fascistas em suas ações: "Talvez eu venha interferindo desnecessariamente! Eu decido o que é certo ou errado, e aí, imponho minha decisão, com força bruta!". De forma inédita, Maggin fez o personagem refletir sobre as próprias ações, com o propósito de fazê-lo decidir conscientemente sobre o que precisava ser feito em determinada situação, buscando "alcançar o máximo de bondade para a humanidade, não apenas para si mesmo".
Maggin incluiu reflexões políticas na história, sobre o impacto que as ações de um indivíduo em fazer prevalecer seus conceitos sobre uma comunidade. Superman enfrenta um esporo alienígena, mas também decide não interferir ao ouvir os clamores de um grupo de imigrantes que havia se sujeitado à condições precárias de trabalho nos Estados Unidos, mas sim incentivar aos trabalhadores a tomarem uma atitude. Com uma sequência de quadros simples, o autor estabeleceria uma das principais facetas do personagem a partir da década de 1970: a do herói que inspira as pessoas a fazerem o certo, ao invés de um "grande irmão" que resolve todos os problemas. Callahan defende que, a partir da história de Maggin, Superman "não é mais um super-salvador, mas sim um super-HOMEM. Uma pessoa que pode inspirar e ajudar, mas sobre quem não se deve ser dependente. Se a civilização espera por uma ajuda que virá de cima, irá estagnar. Mudança e crescimento só podem vir de dentro". Posteriormente, Maggin minimizaria o subtexto político em suas histórias, privilegiando o melodrama e a ficção científica, mas continuaria a fazer de Superman um herói menos agressivo e cada vez mais reflexivo e inspirador.
A única crítica de Callahan foi às próprias limitações das histórias em quadrinhos à época. Segundo o historiador, "As histórias em quadrinhos de Superman escritas por Maggin sempre foram limitadas pelo seu formato. Ele não conseguiria se aprofundar na psique dos personagens, ou nas suas visões sobre o mundo, em uma única história. Naquele período, os quadrinhos ainda tinham como público-alvo as crianças (...) e ele tinha que incluir cenas de ação em toda história, que deveria também ter um início, um desenvolvimento e um final bem definidos. Por mais fascinante que sua versão de Superman fosse, ainda estava presa às convenções do meio" - o que o levaria a apontar os romances de Maggin com Superman, "The Last Son of Krypton" e "Miracle Monday", como uma literatura mais elaborada e uma representação mais aprofundada dos conflitos que ele abordara anteriormente nas revistas do personagem.

Detalhe de um dos quadros da história O Reino do Amanhã, por Mark Waid e Alex Ross.

Maggin eventualmente deixaria de ser o roteirista responsável pelas histórias de Superman, se tornando professor e, posteriormente, um político que se candidataria ao Congresso dos Estados Unidos pelo estado americano de New Hampshire, mas seu trabalho se tornara uma enorme influência sobre uma geração de fãs que apenas anos depois se inseriria no mercado dos quadrinhos e decidiria revisitar os temas abordados por ele. Morrison, fã declarado do trabalho de Maggin com Superman, apontaria em uma entrevista realizada em 2008 que a história é "um marco no desenvolvimento do conceito do que é um super-herói", por apresentar questionamentos além do tradicionalmente esperado pelo meio, e tematicamente seria "um dos primeiros tijolos no caminho que levaria à [clássicos como] Watchmen, The Authority e The Ultimates".
O trabalho de Maggin nas revistas de Superman que começou no início da década de 1970 se estendeu até aproximadamente 1986, quando Alan Moore escreveria Whatever Happened to the Man of Tomorrow?, história que encerraria a continuidade então estabelecida. Com a revisão conceitual promovida por John Byrne entre 1986 e 1988, seus conceitos sobre o personagem permaneceriam largamente ignorados até a publicação de O Reino do Amanhã, por Mark Waid e Alex Ross. Por décadas o trabalho de Maggin fora ignorado pelos sucessores de Byrne, mas Waid dedicaria sua premiada obra à Maggin, e convidaria o autor a escrever o prefácio da versão encadernada da obra, bem como adaptar a história para o formato de um romance.
Segundo o jornalista Marcus Vinicius de Medeiros, "sob muitos aspectos, [O] Reino do Amanhã funcionou como metáfora para a situação criativa dos quadrinhos de super-heróis na década de 1990, com hordas de superseres violentos e a velha guarda emergindo para tomar de volta o seu lugar de direito". A história de Waid "pode ser considerada a melhor resposta à questão de Maggin, justamente por mostrar um mundo em que o Super-Homem desistiu de sua missão e se isolou de tudo. Na trama futurista, que pode ser vista como um comentário sobre a própria indústria de quadrinhos, surge uma nova geração de heróis, jovens que, sem a devida orientação, acabam gerando o caos e a desconfiança da sociedade". Em seu prefácio, escrito em 1997, Maggin comentaria sobre a importância do trabalho de Waid em confrontar a perda dos valores morais nas histórias em quadrinhos da época. "Até super-heróis precisam crescer", escreveria.
A história foi incluída na edição especial Superman: Greatest Stories Ever Told vol. 1, um volume encadernado dedicado, como o próprio nome indica, às "maiores histórias já contadas" com o personagem. Em língua portuguesa, essa edição foi disponibilizada pela Panini Comics, no Brasil, em 2008, sob o título As Maiores Histórias do Superman, como parte da "Coleção DC 70 Anos". Em listagem realizada em 2013, próximo ao lançamento do filme Man of Steel, o site "Sci-Fi Now" incluiu Must There Be a Superman? entre "as 20 melhores história de Superman de todos os tempos". Também em 2013, como parte das comemorações dos 75 anos da criação do personagem, o site "How to Love Comics" comentaria: "Enquanto muitas pessoas se queixam de que ele é poderoso demais, Superman é um personagem bem desenvolvido, com uma mitologia rica. Como resultado disso, Superman pode ser escrito terrivelmente por alguns escritores não saberem como lidar com a sua caracterização ou seu grande conjunto de poderes. Entretanto, quando escrito corretamente, Superman é um personagem maravilhoso de se ler - enriquecido com aspectos humanos, grandes aventuras e heroísmo - o que faz com que o leitor aspire a ser como ele". Must There Be a Superman? era uma das histórias que alcançavam esse ideal de qualidade, sendo bem-sucedida em apresentar o personagem de forma inspiradora.